# Мелісса (муніципалітет)

Мелісса (італ. Melissa, сиц. Melissa) — муніципалітет в Італії, у регіоні Калабрія,  провінція Кротоне.
Мелісса розташована на відстані близько 480 км на південний схід від Рима, 60 км на північний схід від Катандзаро, 26 км на північ від Кротоне.
Населення — 3640 осіб (2014).
Покровитель — San Francesco di Paola.

## Демографія
Населення за роками:

Станом на 31 грудня 2014 року в муніципалітеті офіційно проживало 197 іноземців з 17 країн, серед них 84 громадяни країн Євросоюзу та 4 громадяни України.

## Сусідні муніципалітети
- Карфіцці
- Казабона
- Чиро
- Чиро-Марина
- Сан-Нікола-делл'Альто
- Стронголі